# Hjo landsförsamling
Hjo landsförsamling var en församling  i Skara stift i nuvarande Hjo kommun. Församlingen uppgick 1989 i Hjo församling.

## Administrativ historik
Församlingen bildades omkring 1600 genom en delning av Hjo församling.
Församlingen var till 1 maj 1873 annexförsamling i pastoratet Fågelås, Hjo stadsförsamling och Hjo landsförsamling som, mellan 1626 och 1629, även omfattade Brandstorps församling. Från 1 maj 1873 till 1989 bildade de två uppdelade församlingarna ett pastorat som från 1962 även omfattade Grevbäcks församling och från 1974 Mofalla församling.